# 伊利亞斯·費南迪斯
伊利亞斯·費南迪斯·迪奧利華拉（葡萄牙語：Elias Fernandes de Oliveira，1992年5月22日—），生於巴西聖貝爾納多-杜坎普，巴西足球運動員，司職前鋒，曾效力泰国丙组联赛球會芭堤雅海豚联 。

## 球員生涯
伊利亞斯生於巴西聖貝爾納多-杜坎普，在當地著名球會哥連泰斯出道，期間於2012年2月獲球會外借到帕拉拿，到2015年3月轉會到盧維丹斯，其後在2015年7月，職業生涯首度外流加盟經典K聯賽球會釜山偶像，但上陣8場未有入球進帳，到2016年1月轉會馬來西亞超聯球會霹靂，並在全季錄得9球排名射手榜第6位，到球季完結後返回祖國加盟聖保羅州乙級聯賽球會聖卡坦奴，直到2018年1月16日，伊利亞斯經詢問青年軍隊友，效力和富大埔的杜度意見後，遠赴香港加盟港超聯球會冠忠南區，並在2月4日對和富大埔的聯賽，在72分鐘後備入替蘇沙，首度為南區上陣，結果南區以0–1落敗。

## 榮譽
哥連泰斯
- 巴西甲組聯賽冠軍（英语：2011 Campeonato Brasileiro Série A）（2011）
- 巴西聖保羅州聯賽亞軍（英语：2011 Campeonato Paulista）（2011）

聖卡坦奴
- 巴西聖保羅州乙組聯賽冠軍（葡萄牙语：Campeonato Paulista de Futebol de 2017 - Série A2）（2017）

帕拉拿
- 巴西巴拉那州乙組聯賽冠軍（葡萄牙语：Campeonato Paranaense de Futebol de 2012 - Segunda Divisão）（2012）